# Uromys
Uromys là một chi động vật có vú trong họ Muridae, bộ Gặm nhấm. Chi này được Peters miêu tả năm 1867. Loài điển hình của chi này là Mus macropus Gray, 1866 (= Hapalotis caudimaculatus Krefft, 1867).

## Các loài
Chi này gồm các loài: